# Port lotniczy Amasya Merzifon
Port lotniczy Amasya Merzifon (IATA: MZH, ICAO: LTAP) – wojskowo-cywilny port lotniczy położony w Merzifonie, w prowincji Amasya, w Turcji.

## Linie lotnicze i połączenia
| Linia Lotnicza   | Kierunek                 |
| ---------------- | ------------------------ |
| Pegasus Airlines | 1. Stambuł-Sabiha Gökçen |
| Turkish Airlines | 1. Stambuł               |